# Trilhaarwormen
De trilhaarwormen (Turbellaria) vormen volgens de traditionele indeling van de platwormen een klasse waarin groepen zijn verenigd die geen exclusief parasitaire leefwijze hebben. Hiervan zijn ongeveer 4500 soorten die in grootte variëren tussen de 1 mm en 60 cm (lichaamslengte). Over de indeling van deze klasse bestaan veel verschillende opvattingen. 

## Beschrijving
De grotere soorten zijn afgeplatte wormen in de vorm van een lint of het blad van een plant. Hieronder zijn kleurloze of grijze tot zwarte soorten, maar ook fraai gekleurde soorten die in zee leven, zoals de soorten uit het geslacht Pseudoceros. De kleinere soorten kunnen ook rond zijn op dwarsdoorsnede. De verklaring voor deze vorm is het gegeven dat deze dieren geen circulatiesysteem hebben, dus geen maag-darmkanaal en geen bloed en longen. De opname van zuurstof en voedsel verloopt via diffusie. Er is een duidelijke kopzijde aanwezig, ook al bevindt de mond zich verder achterwaarts, aan de onderzijde. 
De meeste platwormen leven parasitair, maar trilhaarwormen leiden dikwijls een zelfstandig bestaan en bezitten eenvoudige zintuigen om te kunnen overleven. De meesten zijn bodemkruipers, maar er zijn ook soorten, die zich voortbewegen door middel van golvende bewegingen. Het zijn meestal predatoren, die leven van andere kleine ongewervelden. 
Sommigen leven parasitair en weer anderen commensaal, terwijl weer andere soorten in symbiose leven met algen, die fotosynthese bedrijven. Ze zijn bijna altijd hermafroditisch.

## Verspreiding en leefgebied
Deze dieren komen wereldwijd voor en leven in het water of in een vochtige omgeving. 

## Indeling
De hier gepresenteerde indeling in ordes is ontleend aan de Catalogue of Life. Over deze indeling bestaat geen consensus.
- Orde Catenulida
- Orde Kalyptorhynchia
- Orde Lecithoepitheliata
- Orde Macrostomida
- Orde Neorhabdocoela
- Orde Polycladida
- Orde Prolecithophora
- Orde Proseriata
- Orde Tricladida
  - Familie Centrovarioplanidea
  - Familie Cercyridae
  - Familie Meixnerididae
  - Familie Uteriporidae
  - Familie Bdellouridae
  - Familie Procerodidae
  - Familie Dimarcusidae
  - Familie Planariidae
  - Familie Dendrocoelidae
  - Familie Kenkiidae
  - Familie Dugesiidae
  - Familie Geoplanidae